# Juletræet på Trafalgar Square
Juletræet på Trafalgar Square er et juletræ (en rødgran) som Storbritanniens hovedstad London hvert år siden 1947 har modtaget fra Norges hovedstad Oslo. Træet placeres på Trafalgar Square af Londons bystyre. Grantræet foræres i taknemmelighed over Storbritanniens hjælp til Norge under 2. verdenskrig.